# Lijst van Nederlandse deelnemers aan de Olympische Winterspelen van 1980
Dit is een lijst van Nederlandse deelnemers aan de Winterspelen van 1980 in Lake Placid.
| Olympiër             | Sport     | Onderdeel                                              | Ervaring  |
| -------------------- | --------- | ------------------------------------------------------ | --------- |
| Ron Berteling        | ijshockey | herenteam                                              | debutant  |
| Lieuwe de Boer       | schaatsen | 500 meter 1000 meter                                   | debutant  |
| Annie Borckink       | schaatsen | 500 meter 1000 meter 1500 meter 3000 meter             | 2e Spelen |
| Klaas van den Broek  | ijshockey | herenteam                                              | debutant  |
| Brian de Bruijn      | ijshockey | herenteam                                              | debutant  |
| John de Bruyn        | ijshockey | herenteam                                              | debutant  |
| Dick Decloe          | ijshockey | herenteam                                              | debutant  |
| Hilbert van der Duim | schaatsen | 500 meter 1000 meter 1500 meter 5000 meter 10000 meter | debutant  |
| Rick van Gog         | ijshockey | herenteam                                              | debutant  |
| Corky de Graauw      | ijshockey | herenteam                                              | debutant  |
| Jack de Heer         | ijshockey | herenteam                                              | debutant  |
| Harrie van Heumen    | ijshockey | herenteam                                              | debutant  |
| Henk Hille           | ijshockey | herenteam                                              | debutant  |
| Chuck Huizinga       | ijshockey | herenteam                                              | debutant  |
| Jan Janssen          | ijshockey | herenteam                                              | debutant  |
| Bert de Jong         | schaatsen | 500 meter 1000 meter 1500 meter                        | debutant  |
| Piet Kleine          | schaatsen | 5000 meter 10000 meter                                 | 2e Spelen |
| William Klooster     | ijshockey | herenteam                                              | debutant  |
| Patrick Kolijn       | ijshockey | herenteam                                              | debutant  |
| Leo Koopmans         | ijshockey | herenteam                                              | debutant  |
| Yep Kramer           | schaatsen | 1500 meter 5000 meter 10000 meter                      | debutant  |
| Sijtje van der Lende | schaatsen | 500 meter 1000 meter 1500 meter 3000 meter             | 2e Spelen |
| Ted Lenssen          | ijshockey | herenteam                                              | debutant  |
| Georg Peternousek    | ijshockey | herenteam                                              | debutant  |
| Haitske Pijlman      | schaatsen | 500 meter 1000 meter                                   | debutant  |
| Al Pluymers          | ijshockey | herenteam                                              | debutant  |
| Frank van Soldt      | ijshockey | herenteam                                              | debutant  |
| Ria Visser           | schaatsen | 1500 meter 3000 meter                                  | debutant  |
| Larry van Wieren     | ijshockey | herenteam                                              | debutant  |